# Vinessa Shaw
Vinessa Elizabeth Shaw (Los Angeles, 19 luglio 1976) è un'attrice e modella statunitense. È nota per il ruolo della prostituta Domino in Eyes Wide Shut di Stanley Kubrick del 1999.

## Biografia
Figlia dell'attrice Susan Damante e Larry Shaw, i suoi genitori divorziarono nel 2004. Inizia la sua attività come modella, per poi convertirsi al cinema. Le prime apparizioni cinematografiche e televisive risalgono all'inizio degli anni novanta, ma le platee internazionali l'hanno conosciuta nel 1999 grazie al ruolo della prostituta Domino in Eyes Wide Shut di Stanley Kubrick, insieme a Tom Cruise e Nicole Kidman.
Ha lavorato anche con Woody Allen (Melinda e Melinda, 2002) e Alexandre Aja (Le colline hanno gli occhi, 2006). Nel 2007 recita in Quel treno per Yuma di James Mangold mentre nel 2008 recita in Two Lovers di James Gray. Nel 2014 interpreta Kate McPherson nella serie televisiva Ray Donovan.

## Vita privata
È buddista praticante e fa parte della Soka Gakkai International. Dal 2017 è sposata con Kristopher Gifford, con cui era fidanzata dal 2008.

## Filmografia

### Attrice

#### Cinema
- Home Sweet Home, regia di Nettie Peña (1981)
- Ragazze nel pallone (Ladybugs), regia di Sidney J. Furie (1992)
- Hocus Pocus, regia di Kenny Ortega (1993)
- Coyote Summer, regia di Matias Alvarez (1996)
- Los Angeles senza meta (L.A. Without a Map), regia di Mika Kaurismäki (1998)
- Eyes Wide Shut, regia di Stanley Kubrick (1999)
- Wayward Son, regia di Randall Harris (1999)
- Il mistero dell'acqua (The Weight of Water), regia di Kathryn Bigelow (2000)
- Corky Romano - Agente di seconda mano (Corky Romano), regia di Rob Pritts (2001)
- 40 giorni & 40 notti (40 days & 40 nights), regia di Michael Lehmann (2002)
- Melinda e Melinda (Melinda and Melinda), regia di Woody Allen (2004)
- Bereft, regia di Tim Daly e Clark Mathis (2004)
- Le colline hanno gli occhi (The Hills Have Eyes), regia di Alexandre Aja (2006)
- Quel treno per Yuma (3:10 to Yuma), regia di James Mangold (2007)
- Badland, regia di Francesco Lucente (2007)
- Two Lovers, regia di James Gray (2008)
- Garden Party, regia di Jason Freeland (2008)
- Stag Night, regia di Peter A. Dowling (2008)
- Puncture, regia di Adam Kassen e Mark Kassen (2011)
- Leave, regia di Robert Celestino (2011)
- Qualcosa di straordinario (Big Miracle), regia di Ken Kwapis (2012)
- Come Out and Play, regia di Makinov (2012)
- Effetti collaterali (Side Effects), regia di Steven Soderbergh (2013)
- Dark Around the Stars, regia di Derrick Borte (2013)
- Siren, regia di Jesse Peyronel (2013)
- Cold in July - Freddo a luglio (Cold in July), regia di Jim Mickle (2014)
- After the Fall, regia di Saar Klein (2014)
- Electric Slide, regia di Tristan Patterson (2014)
- Bereave, regia di Evangelos Giovanis e George Giovanis (2015)
- Clinical, regia di Alistair Legrand (2017)
- Sensum, regia di Alexis Ostrander - cortometraggio (2017)
- Family Blood, regia Sonny Mallhi (2018)
- The Blazing World, regia di Carlson Young (2021)
- We Need to Do Something, regia di Sean King O'Grady (2021)
- Una squadra di 12 orfani (12 Mighty Orphans), regia di Ty Roberts (2021)

#### Televisione
- Il lungo viaggio verso casa (Long Road Home), regia di John Korty - film TV (1991)
- Un raggio di luna per Dorothy Jane (The Torkelsons) - serie TV, episodio 1x15 (1992)
- Great Scott! - serie TV, episodi 1x01-1x06 (1992)
- Country Estates, regia di Donald Petrie - film TV (1993)
- Fallen Angels - serie TV, episodio 1x03 (1993)
- McKenna - serie TV, episodio pilota (1994)
- La signora in giallo (Murder, She Wrote) – serie TV, episodio 11x09 (1994)
- New York Undercover - serie TV, episodio 2x09 (1995)
- The '70s - serie TV, episodi sconosciuti (2000)
- Fathers and Sons, regia di Rodrigo García, Jared Rappaport e Rob Spera - film TV (2005)
- World of Trouble, regia di Stephen Hopkins - film TV (2005)
- Dr. House - Medical Division (House M.D.) – serie TV, episodio 7x04 (2010)
- CSI: NY - serie TV, episodio 8x10 (2012)
- Vegas – serie TV, 7 episodi (2012-2013)
- Those Who Kill - serie TV, episodi 1x02-1x03-1x04 (2014)
- Ray Donovan - serie TV, 10 episodi (2014)
- Swagger - serie TV, 7 episodi (2023)
- Yellowstone – serie TV, episodio 5x11 (2024)

### Produttrice
- We Need to Do Something, regia di Sean King O'Grady (2021)

### Regista
- Crossing the Bar - cortometraggio (2016)

## Riconoscimenti
- Central Ohio Film Critics Association
  - 2008 - Candidatura miglior cast per Quel treno per Yuma (condiviso con altri)
- Screen Actors Guild Award
  - 2008 - Candidatura alla miglior interpretazione di un cast in un film per Quel treno per Yuma (condiviso con altri)
- Village Voice Film Poll
  - 2009 - Candidatura alla miglior attrice non protagonista per Two Lovers
- Young Artist Award
  - 1993 - Candidatura alla miglior giovane attrice coprotagonista in un film per Ragazze nel pallone
  - 1993 - Candidatura al miglior giovane cast in un film per Ragazze nel pallone (condiviso con altri)
  - 1993 - Candidatura alla miglior giovane attrice ricorrente in una serie televisiva per Great Scott!
  - 1994 - Candidatura alla miglior giovane attrice protagonista in un film commedia per Hocus Pocus
  - 1995 - Candidatura al miglior interpretazione di una giovane attrice - TV guest star per l'episodio Duplice omicidio della serie televisiva La signora in giallo
  - 1995 - Candidatura alla miglior interpretazione di una giovane attrice in una serie drammatica per McKenna

## Doppiatrici italiane
Nelle versioni in italiano delle opere in cui ha recitato, Vinessa Shaw è stata doppiata da: 
- Barbara De Bortoli in La signora in giallo, Two Lovers
- Francesca Fiorentini in Effetti collaterali, Yellowstone
- Giuppy Izzo in Hocus Pocus
- Claudia Balboni in Eyes Wide Shut
- Roberta Pellini in Quel treno per Yuma
- Liliana Sorrentino in Le colline hanno gli occhi
- Eleonora De Angelis in 40 giorni & 40 notti
- Laura Romano in Electric Side
- Emanuela D'Amico in Cold in July - Freddo a luglio
- Emilia Costa in Clinical